# Kapala Koto
Kapala Koto is een bestuurslaag in het regentschap Padang van de provincie West-Sumatra, Indonesië. Kapala Koto telt 7377 inwoners (volkstelling 2010).